# 専称寺 (いわき市)
専称寺（せんしょうじ）は、福島県いわき市平山崎にある浄土宗の寺院。山号は梅福山。本尊は阿弥陀如来。境内は梅の名所として知られる。

## 歴史
応永2年（1395年）、良就十聲（りょうしゅうじゅっしょう）によって創建された。良就は浄土宗名越派の祖・良弁（尊観）の流れを汲む僧である。
江戸時代には名越派の奥州総本山、檀林寺として多くの僧を養成し、東北地方の浄土宗信仰の中心寺院として栄えた。寛文8年（1668年）に伽藍を焼失したが、後に再建されている。
2011年の東日本大震災で、総門と本堂が全壊。2018年を目標に再建が進められている。

## 文化財
重要文化財（国指定）
- 本堂 - 寛文8年（1668年）の焼失後、寛文11年（1671年）に再建されたと伝える。入母屋造、瓦形鉄板葺き。
- 庫裏 - 元禄3年（1690年）の建立。寄棟造茅葺き。
- 総門 - 江戸時代前期建立と推定される。